# Cyperus pseudopilosus
Cyperus pseudopilosus är en halvgräsart som först beskrevs av Charles Baron Clarke, och fick sitt nu gällande namn av Rafaël Herman Anna Govaerts. Cyperus pseudopilosus ingår i släktet papyrusar, och familjen halvgräs. Inga underarter finns listade i Catalogue of Life.